# Miho Manjaová
Miho Manjaová (japonsky 万屋 美穂, * 5. listopadu 1996 Ósaka) je japonská fotbalistka.

## Reprezentační kariéra
Za japonskou reprezentaci v roce 2017 odehrála 7 reprezentačních utkání.

## Statistiky
| Japonsko | Japonsko | Japonsko |
| Roky     | Záp.     | Góly     |
| -------- | -------- | -------- |
| 2017     | 7        | 0        |
| Celkem   | 7        | 0        |